# Tommy Franks
Tommy Ray Franks (Wynnewood, Oklahoma, Estados Unidos, 17 de junio de 1945) es un general retirado quien fue el jefe del Comando Central de los Estados Unidos (Centcom) y comandante de la fuerza multinacional que lideró Estados Unidos en la invasión de Afganistán de 2001 e invasión de Irak en 2003. En Irak llevó a cabo el derrocamiento de Sadam Huseín.
Franks fue sucedido por el General John P. Abizaid en el mando del CENTCOM.

## Primeros años
Nació en Wynnewood, Oklahoma el 17 de junio de 1945, pero creció en Texas, cabe mencionar que Franks asistió a la misma escuela secundaria que Laura Bush en Midland.

## Antecedentes de su carrera militar
Franks fue nombrado teniente segundo en 1967 como un distinguido graduado de la artillería del Ejército de los Estados Unidos. y de misiles como oficial de la Escuela de Candidatos (USAAMOCS), Fort Sill, Oklahoma. Después de una gira inicial como una batería auxiliar ejecutivo en Fort Sill, fue asignado a los EE. UU. en la 9.ª División de Infantería, República de Vietnam, donde se desempeñó como Observador avanzado, Observador Aéreo, y el Asistente S-3 con el 2.º Batallón, 4.º de Artillería de Campaña. También se desempeñó como oficial de apoyo al fuego con el Batallón 5.º (Mecanizada), y el 60 de Infantería durante este tour. 
En 1968, Franks regresó a Fort Sill, allí comandó una batería de cañones en el Centro de Formación de Artillería. Sus estudios superiores los realizó en la Universidad de Texas en Arlington, obteniendo una licenciatura en Administración de Empresas en 1971.
En 1976 entró a El Pentágono ocupando el cargo de inspector general del Ejército en la División de Investigaciones. Un año después, fue asignado a la Oficina del jefe de Estado Mayor del Ejército, formando parte del Equipo de Actividades del Congreso, y desempeñándose luego como Asistente Ejecutivo. 
En 1981, Franks regresó a Alemania Occidental, allí comandó el 2.º Batallón, y el 78 Batallón de Artillería de Campo durante tres años. En 1984regresó a Estados Unidos para asistir a la Escuela de Guerra del Ejército en Carlisle, Pensilvania, donde completó sus estudios de postgrado y recibió un máster de Ciencia en Administración Pública en la Universidad de Shippensburg. Su primera misión oficial general fue la de ser comandante adjunto de la 1.º División de Caballería durante la Operación Escudo del Desierto y la Operación Tormenta del Desierto.

## Ascenso al mando del CENTCOM
Después de esto en mayo de 1997 asumió el mando del Tercer Ejército de los Estados Unidos / Fuerzas Armadas del Comando Central en Atlanta, Georgia, puesto que ocupó hasta junio de 2000 cuando fue seleccionado para el ascenso a General y como comandante en Jefe del Comando Central de Estados Unidos (CENTCOM).
Franks asumió el más alto cargo dentro del estamento militar en julio de 2000, días antes de que la red Al-Qaeda atentara contra el navío de bandera estadounidense USS Cole (DDG-67) en Yemén, dando muerte a 17 soldados.

## Comandante de la coalición multinacional

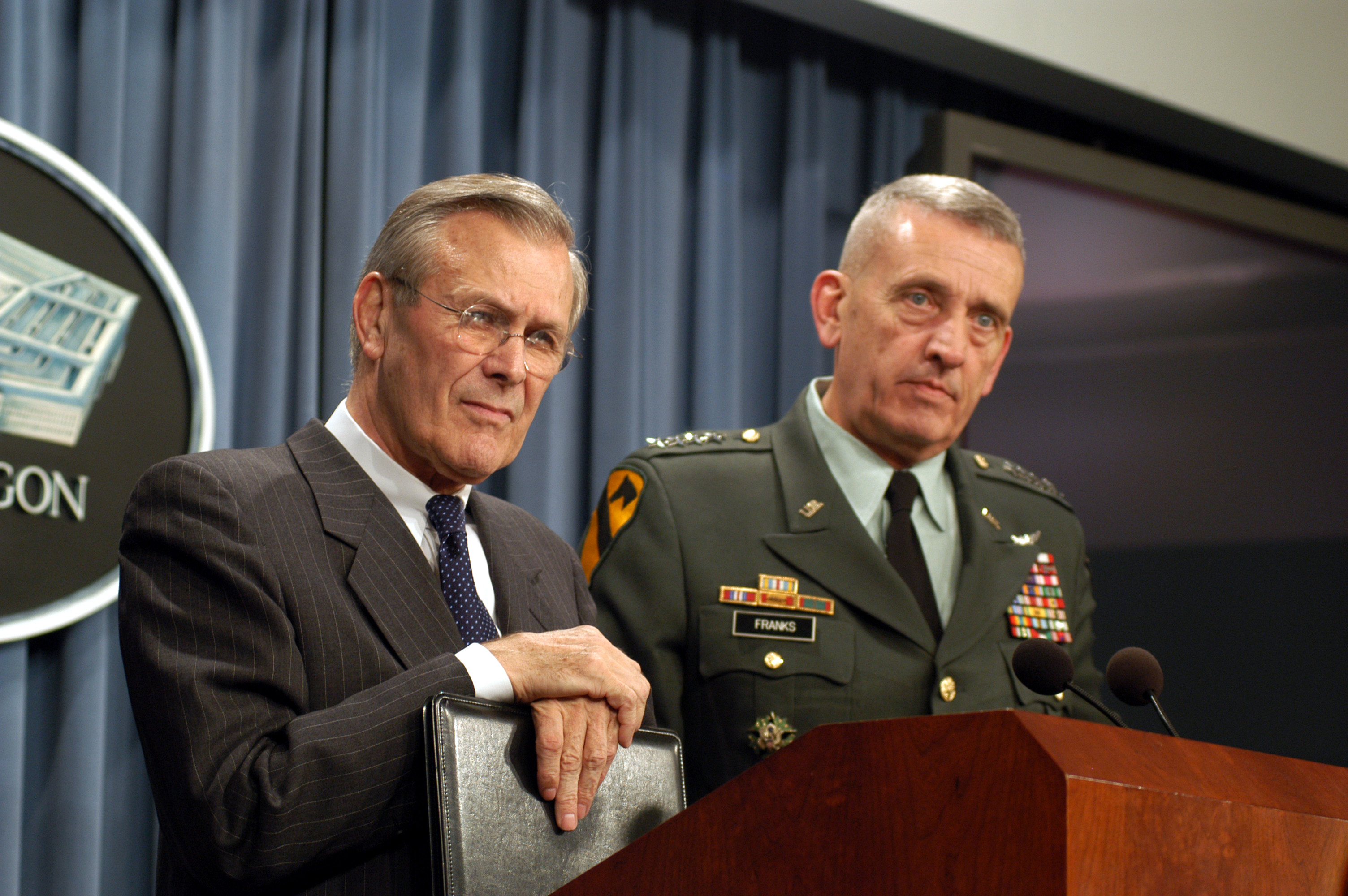
El Secretario de Defensa de los EE. UU Donald Rumsfeld con el General Tommy Franks en una conferencia de prensa en 2003.

Luego de los ataques terroristas del 11-S perpetrados por la Red terrorista Al-Qaeda que lideraba Osama bin Laden, Tommy Franks asumió el mando de la coalición multinacional que invadió Afganistán en 2001. Comandó la exitosa operación "Libertad Perdurable" en dicho país, que terminó por derrocar al régimen talibán. En el 2003 la invasión de Irak dio pie a la "Operación Libertad Iraquí" (OIF, por sus siglas en inglés), esta operación puso fin al régimen de Hussein en abril del mismo año.

## Retiro
Franks renunció a su cargo de comandante de la coalición multinacionalen mayo de 2003, tras su renuncia el general John P. Abizaid ocupó este puesto. El Secretario de Defensa de los Estados Unidos, Donald Rumsfeld, le había ofrecido el puesto de Jefe del Ejército, pero Franks se negó a aceptarlo. 

## Premios y condecoraciones
Los premios del General Franks incluyen,  Medalla de Servicio Distinguido de Defensa, Medalla por Servicio Distinguido (dos premios), la Legión de Mérito (cuatro premios), Estrella de Bronce con un dispositivo de Valor y dos racimos de hojas de roble, Corazón Púrpura (dos racimos de hojas de roble), Medalla Aérea con un dispositivo de Valor; premios Medalla de Encomio del Ejército con un dispositivo de valor, y de una serie de servicios de los Estados Unidos y extranjeros. Él es un Caballero Comandante de la Orden del Imperio Británico. 